# Breslaus voetbalkampioenschap 1929/30
In 1929/30 werd het 23ste Breslaus voetbalkampioenschap gespeeld, dat georganiseerd werd door de Zuidoost-Duitse voetbalbond. Breslauer SC 08 werd kampioen en plaatste zich voor de Midden-Silezische eindronde. De club versloeg SV Trachenberg en Reichsbahn SV Schlesien Oels en stootte door naar de Zuidoost-Duitse eindronde. Via de Midden-Silezische eindronde voor niet-kampioenen konden ook de Breslauer Sportfreunde zich voor de eindronde plaatsen.
SC 08 eindigde op de vijfde plaats in de eindronde en de Sportfreunde werden tweede achter SC Preußen Hindenburg. Er kwam nog een beslissende wedstrijd om het tweede ticket naar de eindronde om de Duitse landstitel. De Sportfreunde wonnen van STC Görlitz en plaatsten zich zo. De club versloeg VfB Königsberg en Bayern München en verloor pas in de halve finale van SpVgg Fürth.
Buiten de Sportfreunde hadden ook Breslauer FV Stern 06 en VfB 1898 Breslau zich geplaatst voor de eindronde van niet-kampioenen. 

## A-Liga
| Plaats | Club                              | Wed. | W  | G | V  | Saldo | Ptn   |
| ------ | --------------------------------- | ---- | -- | - | -- | ----- | ----- |
| 1.     | Breslauer SC 08                   | 14   | 10 | 3 | 1  | 39:17 | 23:5  |
| 2.     | Breslauer FV Stern 06             | 14   | 10 | 1 | 3  | 42:24 | 21:7  |
| 3.     | Vereinigte Breslauer Sportfreunde | 14   | 9  | 2 | 3  | 34:25 | 20:8  |
| 4.     | VfB 1898 Breslau                  | 14   | 8  | 1 | 5  | 42:26 | 17:11 |
| 5.     | SC Vorwärts Breslau               | 14   | 4  | 3 | 7  | 25:32 | 11:17 |
| 6.     | Breslauer SpVgg Komet 05          | 14   | 3  | 2 | 9  | 23:33 | 8:20  |
| 7.     | VfR 1897 Breslau                  | 14   | 2  | 3 | 9  | 25:47 | 7:21  |
| 8.     | SC Schlesien Breslau (1)          | 14   | 2  | 1 | 11 | 20:46 | 5:23  |

(1): SC Schlesien-Rapid Breslau wijzigde de naam in SC Schlesien Breslau. 
|  | Kampioen, geplaatst voor Midden-Silezische eindronde |
|  | Deelname Midden-Silezische eindronde niet-kampioenen |
|  | Degradatie                                           |

## B-Liga
| Plaats | Club                       | Wed. | W  | G | V  | Saldo | Ptn   |
| ------ | -------------------------- | ---- | -- | - | -- | ----- | ----- |
| 1.     | SC Hertha 1915 Breslau     | 22   | 19 | 2 | 1  | 83:21 | 40:04 |
| 2.     | SC Alemannia 1909 Breslau  | 22   | 14 | 5 | 3  | 61:31 | 33:11 |
| 3.     | SC Minerva-Rasenfreunde 09 | 22   | 12 | 5 | 5  | 64:55 | 29:15 |
| 4.     | VSV Union Wacker Breslau   | 22   | 11 | 5 | 6  | 65:43 | 27:17 |
| 5.     | SpVgg 1892 Breslau         | 22   | 11 | 4 | 7  | 54:44 | 26:18 |
| 6.     | SV Straßenbahn Breslau     | 22   | 8  | 7 | 7  | 51:47 | 23:21 |
| 7.     | SC Germania Breslau        | 22   | 8  | 3 | 11 | 49:48 | 19:25 |
| 8.     | PfL Breslau                | 22   | 6  | 5 | 11 | 51:59 | 17:27 |
| 9.     | SV Grüneiche 1924          | 22   | 6  | 5 | 11 | 39:59 | 17:27 |
| 10.    | SC Sturm 1916 Brockau      | 22   | 5  | 5 | 12 | 42:61 | 15:29 |
| 11.    | FC Eintracht 1907 Breslau  | 22   | 4  | 6 | 12 | 45:73 | 14:30 |
| 12.    | SC Hundsfeld               | 22   | 2  | 0 | 20 | 21:84 | 04:40 |

|  | Promotie            |
|  | Degradatie play-off |
|  | Degradatie          |

Play-off degradatie
|  |             |       |                   |         |
|  | PfL Breslau | 1 – 2 | SV Grüneiche 1924 | Breslau |
|  |             |       |                   | Breslau |